# 弗里克收藏館
弗里克收藏館（英語：The Frick Collection）是美国纽约曼哈顿上东区第五大道上的一座艺术博物馆，位于原亨利·克莱·弗里克住宅（ Henry Clay Frick House）内。弗里克收藏以其卓越的西方艺术大师作品及欧洲雕塑和装饰艺术闻名，其中包括有意大利文艺复兴大师乔瓦尼·贝利尼、荷兰十七世纪大师伦勃朗和维梅尔、西班牙浪漫主义画派画家弗朗西斯科·戈雅等等。
匹茨堡工业大亨亨利·弗里克（Henry Clay Frick)的大量藏品收集在曼哈顿弗里克收藏美术馆中。亨利.弗里克在其财富增长的同时开始收藏艺术，其艺术收藏一部分存于他的匹兹堡故居克莱顿（Clayton),现在组成了弗里克匹兹堡博物馆的一部分，一部分藏品由他的女儿和继承人海伦赠与匹兹堡大学收藏在大学的弗里克艺术大楼中。1905年，亨利.弗里克举家从匹兹堡搬到纽约，一开始是租住范德比尔德（Vanderbilt）位于第五大街的房子，1912年弗里克请建筑师Thomas Hastings为其设计建造了位于曼哈顿第五大道的70街的住宅，历时两年建成。这栋建筑是纽约市内仅存的几座美国镀金时代豪宅之一。弗里克将其大部分收藏于此私邸中，并在遗嘱中将这栋建筑留作公共博物馆，里面的所有东西（艺术品，家具，装饰品等等）向公众开放。弗里克收藏美术馆于1935年12月16日正式对外开放。
弗里克收藏美术馆旁边即是弗里克艺术研究图书馆（Frick Art Reference Library），由亨利·克莱·弗里克的女儿海伦·克莱·弗里克于1920年成立，纪念她1919年去世的父亲。现在，这座参考图书馆成为了艺术史研究和收藏研究的重要研究机构。